# Umweltplanung

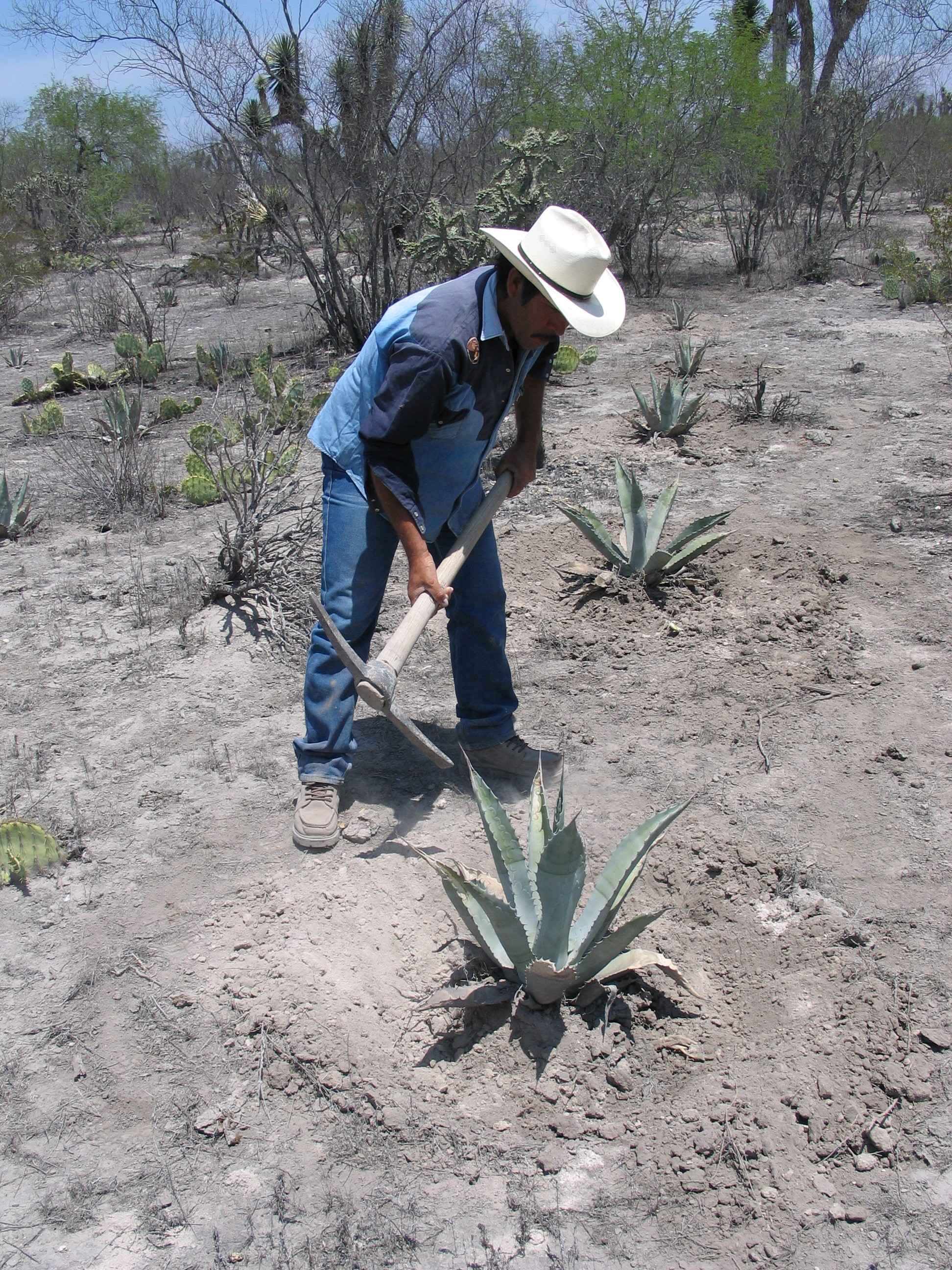
Gezielte Agavenpflanzung zur Kontrolle geschädigter Böden (hier Bodenerosion)

Als Umweltplanung wird die Gesamtheit aller Maßnahmen bezeichnet, welche die Erreichung, Sicherung oder Wiederherstellung eines gewünschten Zustandes der menschlichen Umwelt zum Ziel hat. Im Sinne des Leitbilds der nachhaltigen Entwicklung berücksichtigt Umweltplanung sowohl ökologische und soziale, reale und wahrgenommene Aspekte der menschlichen Umwelt.

## Differenzierung
Unter dem Oberbegriff Umweltplanung lassen sich nach Konrad Buchwald mehrere öffentliche Planungsaufgaben zusammenfassen; unter anderem die Raumplanung, Regionalplanung und Stadtplanung, die Landschaftsplanung, verschiedene Fachplanungen sowie Umweltmanagement und Umweltbewertung (Umweltverträglichkeitsprüfung, Strategische Umweltprüfung).

## Basisdisziplinen
Die Umweltplanung als anwendungsorientierte Planungsdisziplin gründet sich auf unterschiedliche Basiswissenschaften, zu denen neben Geographie und Landschaftsökologie, Biologie, auch Forst- und Agrarwissenschaften sowie die Sozialwissenschaften zu zählen sind. 